# Karel Miry
Karel Frans Leopold Miry (Gent, 14 augustus 1823 - aldaar, 3 oktober 1889) was een Belgische componist, muziekpedagoog, dirigent en violist.

## Levensloop
Miry kreeg zijn eerste muziek- en vioollessen van zijn oom, Pieter Jan Miry. Vanaf 1835 studeerde hij aan het Toonkundig Conservatorium in Gent. Zijn docenten aldaar waren Martin-Joseph Mengal (harmonieleer en compositieleer) en Jean Andries (viool). In 1841 componeerde hij de muziek op de tekst van Hippoliet Van Peene Keizer Karel en de Berchemse Boer, dat misschien het eerste Nederlandstalige zangspel na 1830 was.
Alhoewel hij in 1840 als tweede violist solliciteerde bij het operaorkest van Gent, werd hij als slagwerker aangenomen bij dit orkest; eerst in 1843 werd hij tweede violist bij het orkest. Vanaf 1849 was hij tweede concertmeester en in de tijd van 1855 tot 1870 concertmeester in het Grote theater van Gent.
Hij dirigeerde diverse Gentse toneel- en muziekverenigingen. Hij was eveneens dirigent van de Melomanen in de tijd van 1850 tot 1858. In de Waux-Hall te Brussel was hij in 1857 en 1881 dirigent van het orkest.
In 1857 werd hij door de gemeenteraad van Gent tot dirigent van de concerten en docent van de orkestklas alsook docent voor harmonieleer en compositie aan het Koninklijk Conservatorium Gent benoemd. In 1871 werd Miry tot onderdirecteur van het conservatorium benoemd. Tot zijn leerlingen behoorden onder anderen Florimond Van Duyse, Dorsan Pierre Norbert Van Reysschoot, Karel Roels, Hendrik Waelput, Jozef Van der Meulen en Leo Van Gheluwe. Verder was hij muziekleraar in het Sint-Barbaracollege en inspecteur van het muziekonderwijs in de stadsscholen van Gent.
Als componist won hij in 1849 en 1850 een medaille in een wedstrijd van de Gentse Société royale des Beaux-Arts et de Littérature. Van 1850 tot 1852 woonde hij in Parijs. Na zijn terugkomst won hij opnieuw voor drie koorwerken een prijs van het "Nederduitsch Taelverbond" in Gent. Miry componeerde eveneens de Gent symfonie. Hij schreef honderden kinderliederen en -koren. Miry was een van de eerste Belgische componisten die opera's tot libretto's schreven in het Nederlands. Zijn oeuvre omvat ruim 1000 werken in alle genres.
Hij componeerde in 1845 de muziek voor De Vlaamse Leeuw, sedert 1985 de nationale hymne van Vlaanderen, waarvoor Hippoliet van Peene de tekst schreef.

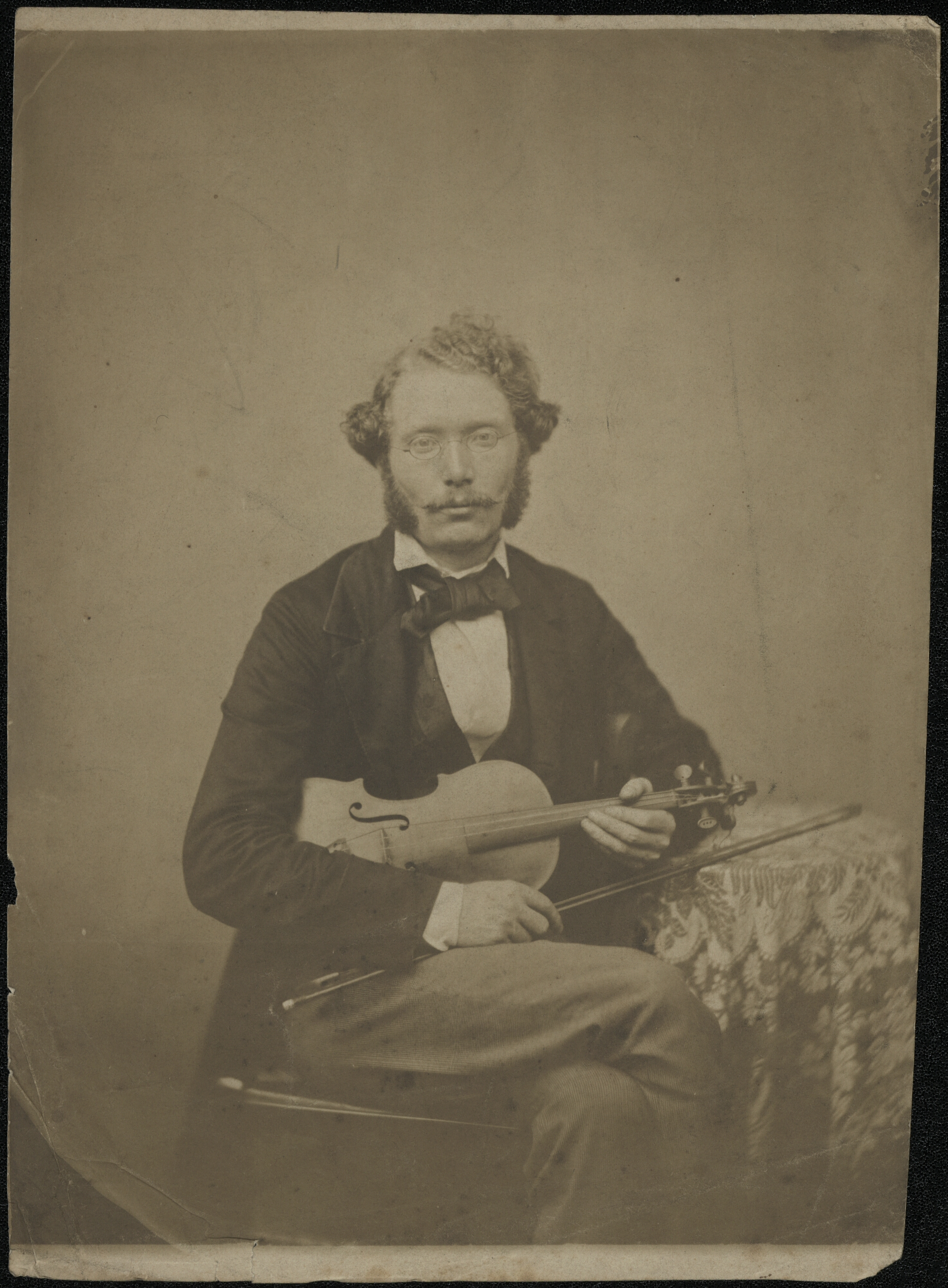
Miry met viool
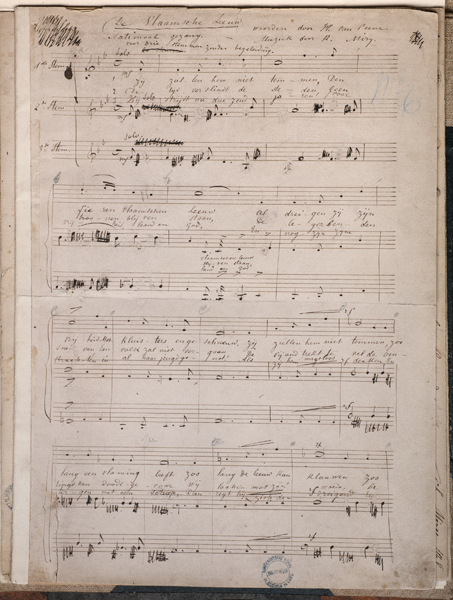
Partituur van De Vlaamse Leeuw
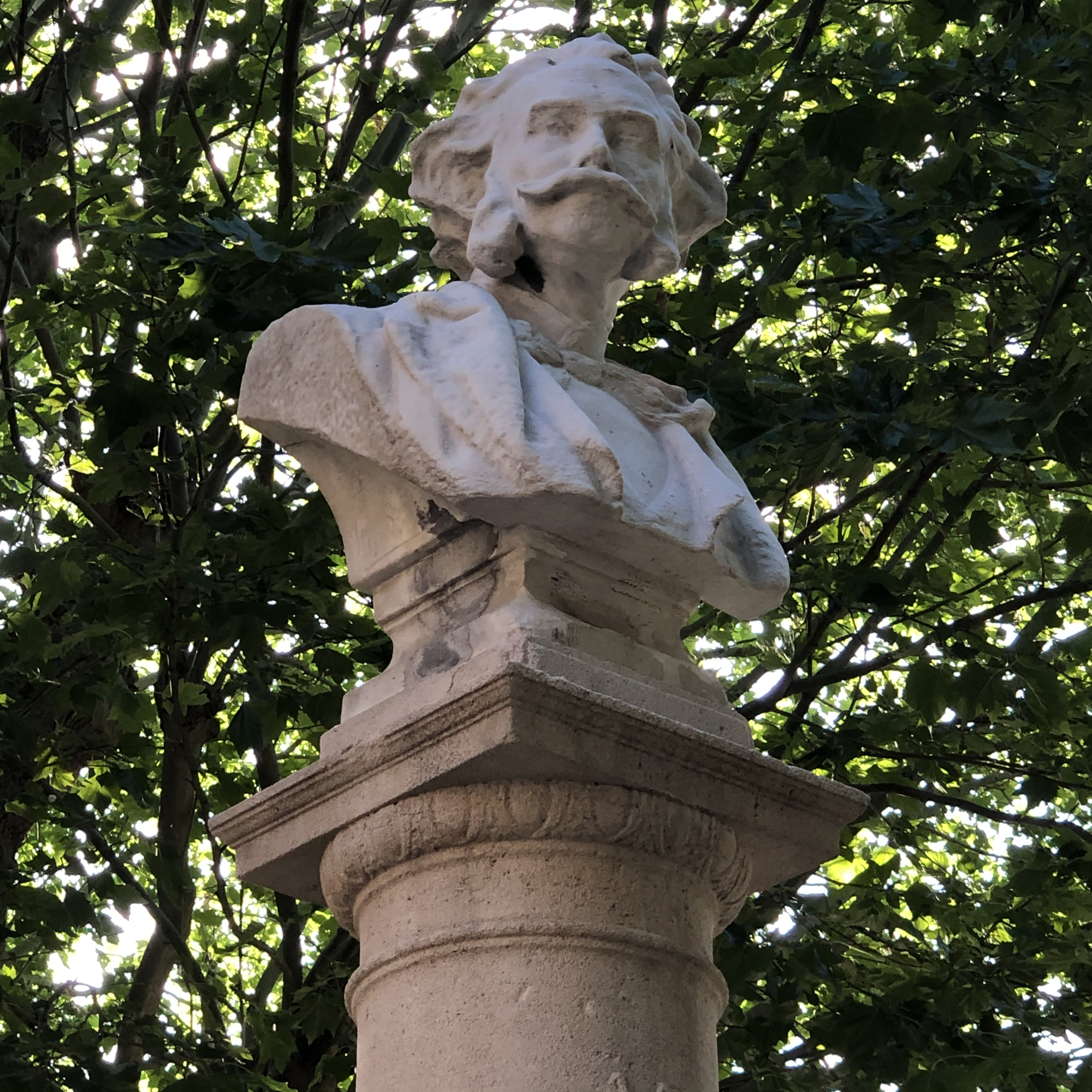
Standbeeld in Gent

## Trivia
- Op het Casinoplein in Gent staat er een monument (borstbeeld) van Karel Miry, van de hand van Hippolyte Leroy. Aan de voet van een hoge witstenen zuil, waaruit zingende kinderen in halfverheven beeldhouwwerk tevoorschijn komen, verdedigt een Vlaamse leeuw de vlag. Boven er op is het borstbeeld van Miry, die glimlachend naar het publiek kijkt.
- In Gent, Brugge, Antwerpen en in de Vlaamse gemeente Edegem (provincie Antwerpen) is een straat naar hem genoemd.
- Aan de Vlaamsekaai 90-91 in Gent bevinden zich de "Villa H. Van Peene" en "Villa Karel Miry".
- Aan het huis in de Twaalfkamerenstraat in Gent is een gedenkplaat voor Karel Miry aangebracht.[3]
- In het Hogeschool Gent Conservatorium Hoogpoort 64 in Gent is de Karel Miryzaal naar hem genoemd.
- In het Vlaams Administratief Centrum in het Virginie Lovelinggebouw (21ste verdiep) in Gent is een vergaderzaal naar hem genoemd.
- Het Museum voor Schone Kunsten Gent heeft een olieverfschilderij met Karel Miry van de kunstschilder Gustave Vanaise.[4]
- Karel Miry werd aangegeven als Carel Franciscus Leopoldus Stepman, een onwettige zoon van Francisca Stepman. De Naam Miry kreeg hij door het huwelijk van zijn ouders (vader François Xaverius Miry) in 1825 waardoor het kind "gewettigd" werd.[5] Hijzelf was getrouwd met Stephanie Joanna Elisa De Clercq. Hij noemde zich ook wel Carolus Franciscus Leopoldus en Charles François Léopold.
- Hij was officier in de Leopoldsorde.

## Composities

### Werken voor orkest
- 1849 Ouverture à grand orchestre
- 1853-1863 4 symfonieën

### Werken voor harmonie- of fanfareorkest
|  |                                                                           |
|  | Vlaams Volkslied - De Vlaamse Leeuw van Karel Miry (1847) (download·info) |

- De Vlaamse Leeuw, voor harmonie- of fanfareorkest

### Muziektheater

#### Opera's
| Voltooid in | titel                                                 | aktes                    | première                            | libretto                                             |
| ----------- | ----------------------------------------------------- | ------------------------ | ----------------------------------- | ---------------------------------------------------- |
| 1841        | Keizer Karel en de Berchemse Boer                     |                          |                                     | Hippoliet Van Peene                                  |
| 1845        | Een man te trouwen                                    |                          | 12 oktober 1845, Gent               | Hippoliet Van Peene                                  |
| 1845        | Wit en zwart                                          | 1 akte                   | 18 januari 1846, Gent               | Hippoliet Van Peene                                  |
| 1847        | Brigitta of de twee vondelingen                       | 3 bedrijven              | 27 juni 1847, Gent, Minards Théâtre | Hippoliet Van Peene                                  |
| 1853        | Annemie                                               | 1 akte                   | 9 oktober 1853, Antwerpen           |                                                      |
| 1853-1854   | La Lanterne magique                                   | 3 bedrijven              | 10 maart 1854, Gent                 | Hippoliet Van Peene «La lanterne sourd de Déangiers» |
| 1854        | Tamboer Janssens                                      |                          | 1 oktober 1854, Gent                |                                                      |
| 1855-1856   | Karel V                                               | 3 bedrijven, 5 taferelen | 29 januari 1857, Gent               | Hippoliet Van Peene                                  |
| 1862        | Ogarita, of de Wilde Vrouw                            | 1 akte                   | 1862, Gent                          | Hippoliet Van Peene                                  |
| 1862        | Mast en Danneels                                      | 5 bedrijven, 7 taferelen | ?, Gent                             | Napoléon Destanberg                                  |
| 1863        | Bouchard d'Avesnes                                    | 5 bedrijven, 7 taferelen | 6 maart 1864, Gent                  | Hippoliet Van Peene «Gwijde van Dampierre»           |
| 1865        | Elena                                                 | 4 bedrijven              | 1865, Antwerpen                     | Napoléon Destanberg                                  |
| 1865-1866   | Maria van Bourgondië                                  | 4 bedrijven, 5 taferelen | 28 augustus 1866, Gent              | Napoléon Destanberg                                  |
| 1866        | De Keizer bij de Boeren                               | 1 akte                   | 29 oktober 1866, Gent               | Napoléon Destanberg                                  |
| 1866        | De occasie maakt den dief                             | 1 akte                   | 24 december 1866, Gent              | Napoléon Destanberg                                  |
| 1867        | Frans Ackerman                                        | 4 bedrijven              | 13 oktober 1867, Brussel            | Napoléon Destanberg                                  |
| 1867        | Brutus en Cesar                                       | 1 akte                   | 14 oktober 1867, Gent               | Pieter Geiregat                                      |
| 1867        | Le Mariage de Marguerite                              | 1 akte                   | 27 november 1867, Gent              | Maurice Wille                                        |
| 1869        | Een Engel op Wacht                                    | 1 akte                   | 8 december 1869, Brussel            | Pieter Geiregat                                      |
| 1869        | La Saint-Lucas                                        | 1 akte                   | 17 februari 1870, Gent              | J. Story                                             |
| 1870        | Drie Koningen Avond                                   | 5 bedrijven              |                                     | Pieter Geiregat                                      |
| 1872        | De dichter en zijn droombeeld (Le poète et son idéal) | 4 bedrijven              | 2 december 1872, Brussel            | Hendrik Conscience                                   |
| 1872-1873   | Muziek in t'huisgezin (Le concert de famille)         | 1 akte                   | 1873                                | Napoléon Destanberg                                  |
| 1874        | Het arme kind                                         | 1 akte                   | 1874, Gent                          | J. Story                                             |
| 1876        | Het Driekoningenfeest                                 | 1 akte                   | 1870, Brussel                       | Pieter Geiregat                                      |
| 1878        | Joris, het soldatenkind van 't jaar 30                | 1 akte                   | 1878, Gent                          | Jan Stappaert                                        |
| 1883        | De kleine patriot                                     | 4 bedrijven              | 23 december 1883, Brussel           | J. Hoste                                             |
| 1886        | "'t is uit liefde"                                    | 1 akte                   | 1886, Brussel                       | Isidoor Teirlinck, Reimond Stijns                    |
| 1887        | La Napolitaine                                        | 1 akte                   | 25 februari 1888, Antwerpen         | J. de Bruyne                                         |
|             | De zoon die zijn' vader onthoofdt                     | 4 bedrijven, 5 taferelen |                                     | Bruno Block                                          |

#### Operette
| Voltooid in | titel                             | aktes  | première      | libretto                         |
| ----------- | --------------------------------- | ------ | ------------- | -------------------------------- |
| 1872        | De twee zusters (Les deux soeurs) | 1 akte | 1872, Brussel | Pieter Geiregat                  |
| 1873        | L'Orpheline (Het arme Kind)       | 1 akte | 1874, Gent    | J. Story                         |
|             | De schapekop                      | 1 akte | ?, Antwerpen  | Karel Victor Hippoliet de Quéker |
|             | Karline                           | 1 akte |               | Hippoliet Van Peene              |
|             | Vader Pluimsteen                  | 1 akte |               | Emiel Van Goethem                |

#### Balletten
| Voltooid in | titel           | aktes | première | libretto | choreografie |
| ----------- | --------------- | ----- | -------- | -------- | ------------ |
|             | La Bouqutière   |       |          |          |              |
|             | La Fée des eaux |       |          |          |              |
|             | Klida           |       |          |          |              |

#### Toneelmuziek
- 1872 De gouden roos (La rose d'or), voor meisjeskoor - tekst: Napoléon Destanberg
- 1884 Les travaux champêtres, in 4 bedrijven voor kinderkoor en piano - tekst: Napoléon Destanberg
- 1888 Les cigales et les fourmis, scène enfantine voor kinderkoor en piano - tekst: G. Stanislaus
- De zwarte beer, blijspel in 1 akte - tekst: Karel Victor Hippoliet de Quéker
- Juffer Praalzucht, blijspel in 1 akte voor meisjesscholen - tekst: Julius Wytynck[10]

### Vocale muziek

#### Cantates
- 1856 La Belgique ou le Règne de 25 ans, cantate - tekst: Hippoliet Van Peene - première: 21 juli 1856
- 1860 Le 16 décembre, cantate naar aanleiding van de verjaardag van Leopold I van België - tekst: M. Vizentini
- 1866 Het Erevaandel der Weezenjongens van Gent, cantate - tekst: Napoléon Destanberg
- 1870 Het Erevaandel der werklieden, cantate - tekst: Napoléon Destanberg
- 1881 Conscience's tuin, cantate - tekst: E. Hiel
- 1885 Lieven Bauwens, cantate voor koren, orkest en fanfareorkest - tekst: L.P. De Vreese
- Au Roi, cantate - tekst: Kervyn de Volkaarsbeke
- Les Orphelins, cantate

#### Werken voor koor
- 1850 Grand choeur guerrier, voor gemengd koor (en orkest)
- 1868 Les Chants de l'Enfance, voor unisonokoor

#### Liederen
- 1867 La Fleur du Souvenir "Va, mon cher enfant", romance voor zangstem en piano - tekst: Napoléon Destanberg
- Wij stappen geren (al zingen 't vrije lied) - tekst: Albrecht Rodenbach

### Filmmuziek
- 1961 Tamboer Janssens